# غابور توث (لاعب كرة قدم)
غابور توث (بالمجرية: Tóth Gábor)‏ هو لاعب كرة قدم مجري في مركز الوسط، ولد في 26 مارس 1987 في كيش كونهالاش ‏ في المجر. لعب مع نادي دوناويفاروش.

## وصلات خارجية
- غابور توث (لاعب كرة قدم) على موقع قاعدة بيانات كرة القدم.إي يو (الإنجليزية)